# Wendy (dal)
A Wendy Brian Wilson és Mike Love szerzeménye, ami először a Beach Boys 1964-es All Summer Long című nagylemezén jelent meg, majd abban az évben a Four by the Beach Boys című EP-n. A különleges akkordváltásokkal teli bevezető, az elektromos orgona használata, valamint a korál-szerű vokálok, nagyon egyedivé teszik a dalt, és lett a Beach Boys katalógusának egyik legismertebb száma.
A Nemzetközi siker mellett az U.S.A különböző régióiban is nagyon népszerű volt: Top 10-es szám lett többek között Washington DC, Louisville, Vancouver, Tucson, Minneapolis, és Denver-ben, valamint Top 20-as Toronto, San Francisco, San Diego, Miami, Columbus, és Cincinnati-ban.
A számot feldolgozta a The Descendents nevű punk zenekar az Enjoy! (1986) nagylemezükön, és a Liveage! (1987) című koncertalbumukon.

## Helyezések
| Helyezések (1964,1967) | Legmagasabb Pozíció |
| ---------------------- | ------------------- |
| U.S. Billboard Hot 100 | 44                  |
| Német Kislemez Lista   | 37                  |
| Svájci Kislemez Lista  | 5                   |

## Fordítás
- Ez a szócikk részben vagy egészben  a   Wendy (song) című angol Wikipédia-szócikk fordításán alapul.  Az eredeti cikk szerkesztőit annak laptörténete sorolja fel. Ez a jelzés csupán a megfogalmazás eredetét és a szerzői jogokat jelzi, nem szolgál a cikkben szereplő információk forrásmegjelöléseként.